# Берген (округ)
О́круг Бе́рген (англ. Bergen County) — самый густонаселённый округ штата Нью-Джерси, США. Согласно переписи населения 2000 года, в округе Берген проживало 884 118 человек. По оценке Бюро переписи населения США, к 2009 году население возросло до 895 250 человек. Берген является частью так называемой Нью-Йоркской агломерации. Берген числится на 21-м месте в списке всех округов США с наивысшим доходом, а также занимает 18-е место в США по средней денежной прибыли населения. В городе Хакенсак располагается административный центр округа.

## История
Точное происхождение названия округа неизвестно. Предполагается, что он назван в честь одного из самых ранних поселений на его территории, Bergen (сейчас в округе Хадсон). Некоторые считают, что само название Bergen произошло от одноимённого города в Норвегии, тогда как другие полагают, что имя город получил от голландского слова, означающее «холм» или «безопасное место». Согласно некоторым источникам, родоначальником имени города был ранний поселенец Нового Амстердама (ныне города Нью-Йорка), Ханс Хансен Берген, норвежец, поселившийся в колонии Новых Нидерландов в 1633 году.
В 1679 году округ Берген был включён в судебный округ вместе с округами Эссекс, Монмут и Мидлсекс, в то время, как территория округа называлась Восточным Джерси (англ. East Jersey) и являлась частной колонией (англ. Proprietary Colony), в отличие от королевской колонии (англ. Royal Colony). В 1683 году Берген был официально признан независимым округом. В это время в территорию округа входила нынешняя территория округа Хадсон (который был выделен в отдельную единицу в 1840 году) и округа Пассейик (который был сформирован в 1837 году).

## География
Согласно Бюро переписи населения США, округ Берген располагается на территории 639 км²., из которых 606 км². простираются на суше, а 33 км². (5,12 %) составляют водяное пространство (реки, озёра и т. п.). Наивысшая точка над уровнем моря в округе Берген находится на «Лысой горе» (англ. Bald Mountain), около границы со штатом Нью-Йорк в городе Мауа (англ. Mahwah), на высоте 351 м над уровнем моря (41°07′15″ с. ш. 74°12′01″ з. д.). Низшая точка находится на уровне моря, рядом с рекой Гудзон.

## Правительство

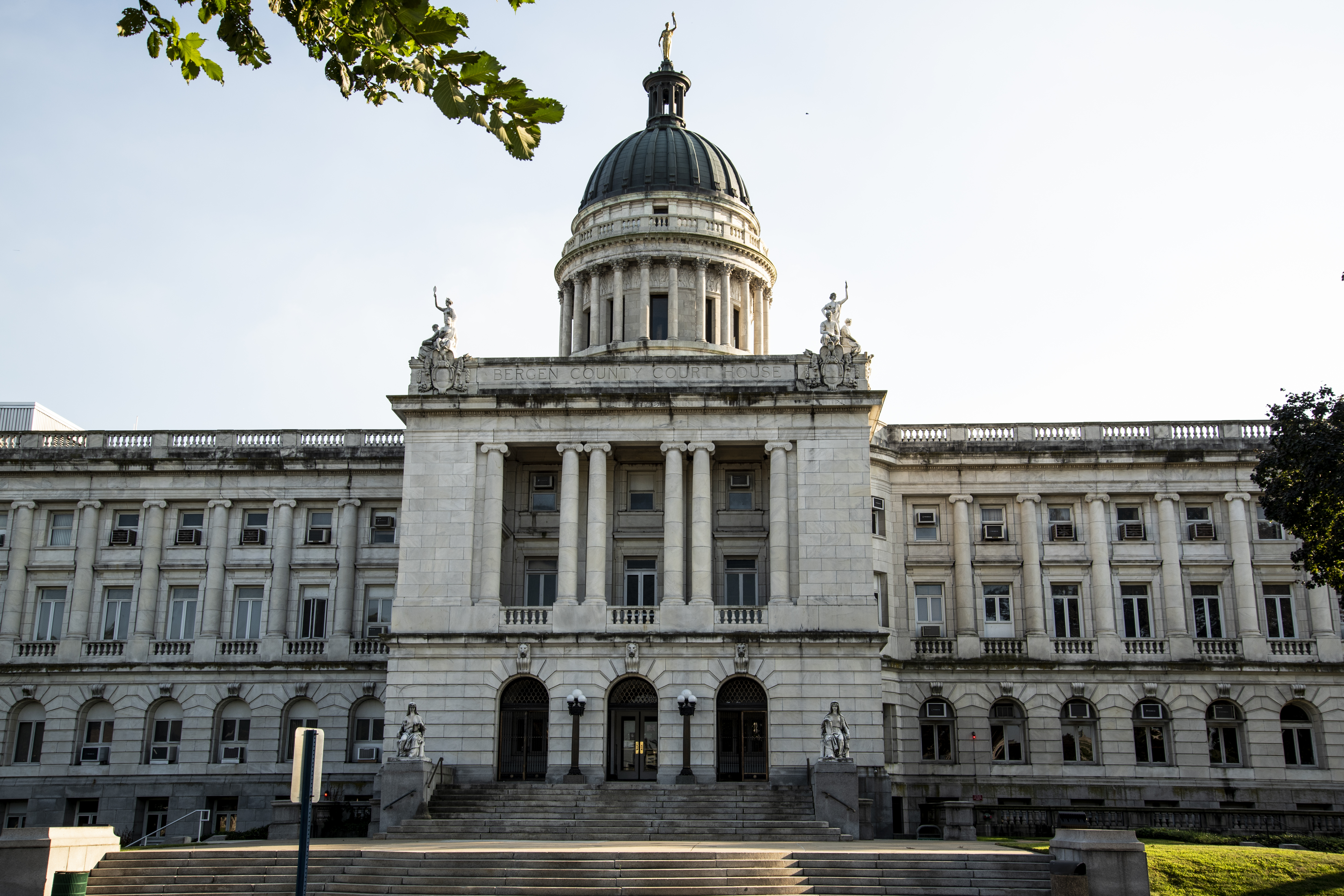
Здание суда округа Берген

С тех пор как в 1986 году избиратели выбрали первую исполнительную власть, в Бергене действует административная форма правления . Берген присоединился к округам Атлантик, Эссекс, Гудзон и Мерсер, став одним из 5 из 21 округа Нью-Джерси с выборной исполнительной властью. Исполнительная власть осуществляет надзор за деятельностью округа, в то время как семь других округов -член Совета уполномоченных округа Берген выполняет законодательные и надзорные функции. Члены Комиссии избираются в целом на трехлетний срок в шахматном порядке, при этом в ноябре каждого года в течение трехлетнего цикла проводится голосование на два или три места.
Все члены руководящего органа избираются на широкой партийной основе в рамках ноябрьских всеобщих выборов. В 2018 году членам комиссии было выплачено 28 312 долларов, а председателю комиссии была выплачена годовая зарплата в размере 29 312 долларов. Повседневный надзор за деятельностью округа и его департаментов возложен на администратора округа Томаса Дж. Дача. Дач. занял эту должность в июне 2021 года, сменив Джулиена Х. Нилса, который был назначен федеральным судьей.
С 2025 года главой исполнительной власти округа Берген является Джеймс Дж. Тедеско III (ум., Парамус), чей четырехлетний срок полномочий заканчивается 31 декабря 2026 года.

## Экономика

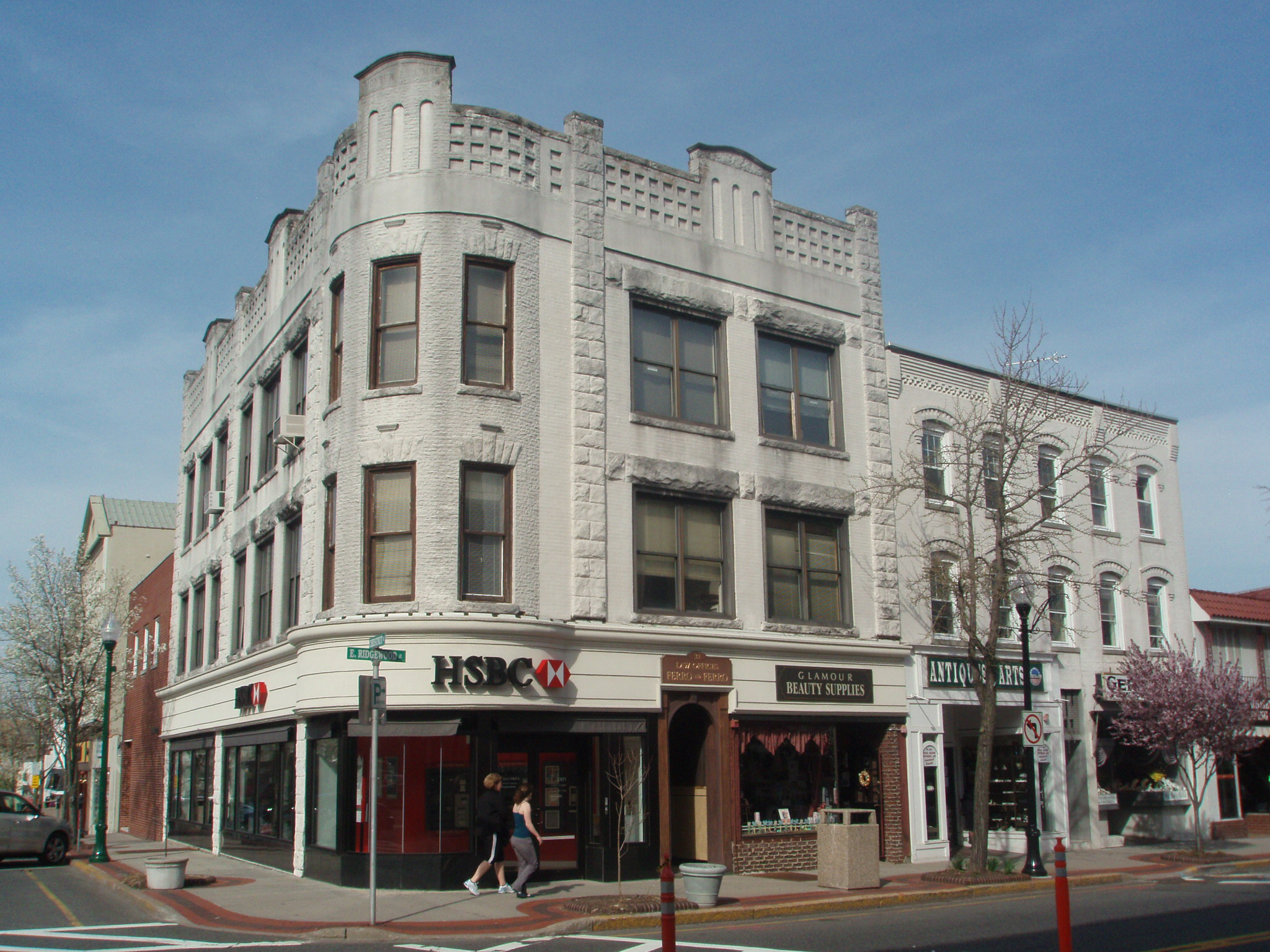
Центр города Риджвуд, один из многих муниципальных коммерческих центров, ориентированных на пешеходов, в округе Берген

Бюро экономического анализа подсчитало, что валовой внутренний продукт округа в 2022 году составил 81,5 миллиарда долларов, что на 1,2 % больше, чем в предыдущем году.